# Filippo Pacelli
Filippo Pacelli (Roma, 1º settembre 1837 – Roma, 20 novembre 1916) è stato un avvocato italiano, padre di Eugenio Pacelli, che fu papa col nome di Pio XII.

## Biografia
Filippo Pacelli nacque a Roma nel 1837, figlio secondogenito di Marcantonio Pacelli e Giuseppa Veccia Scavalli.
Da giovane, grazie alla posizione politica acquisita dal padre presso la Santa Sede al servizio di Pio IX, intraprese la carriera forense divenendo avvocato concistoriale e venendo successivamente assunto presso il tribunale della Sacra Rota. Si conquistò in seguito la posizione di decano degli avvocati della Santa Sede e perorò la causa di canonizzazione del passionista Gabriele dell'Addolorata che però venne portata a termine solo nel 1920, quattro anni dopo la sua morte.
A differenza del padre, intransigente cattolico, egli si dimostrò più aperto anche verso le istituzioni non religiose e come tale fece parte, previo permesso del pontefice, del consiglio comunale della città di Roma.
Morì a Roma nel 1916.

## Matrimonio e figli

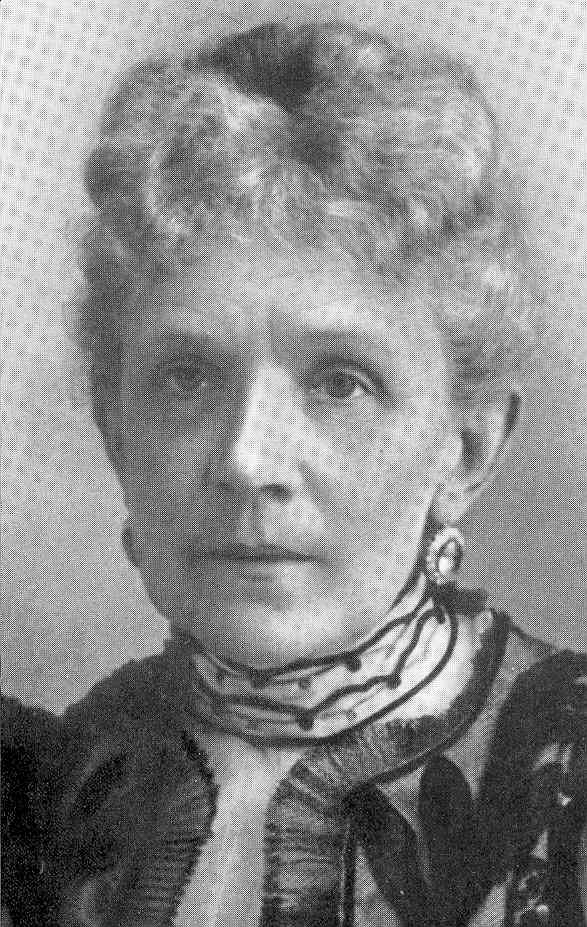
La moglie Virginia (1844-1920) in una foto del 1899

Il 1º ottobre 1871 Filippo sposò Virginia Graziosi (1844-1920) e la coppia ebbe quattro figli: 
- Giuseppina (1872-1955), sposò Ettore Mengarini
- Francesco (1874-1935), sposò Luigia Filippini Lera
- Eugenio Maria Giuseppe Giovanni, divenuto papa con il nome di Pio XII (1876-1958)
- Elisabetta (1880-1970), sposò Luigi Rossignani